# 버스트 커팅 에어리어

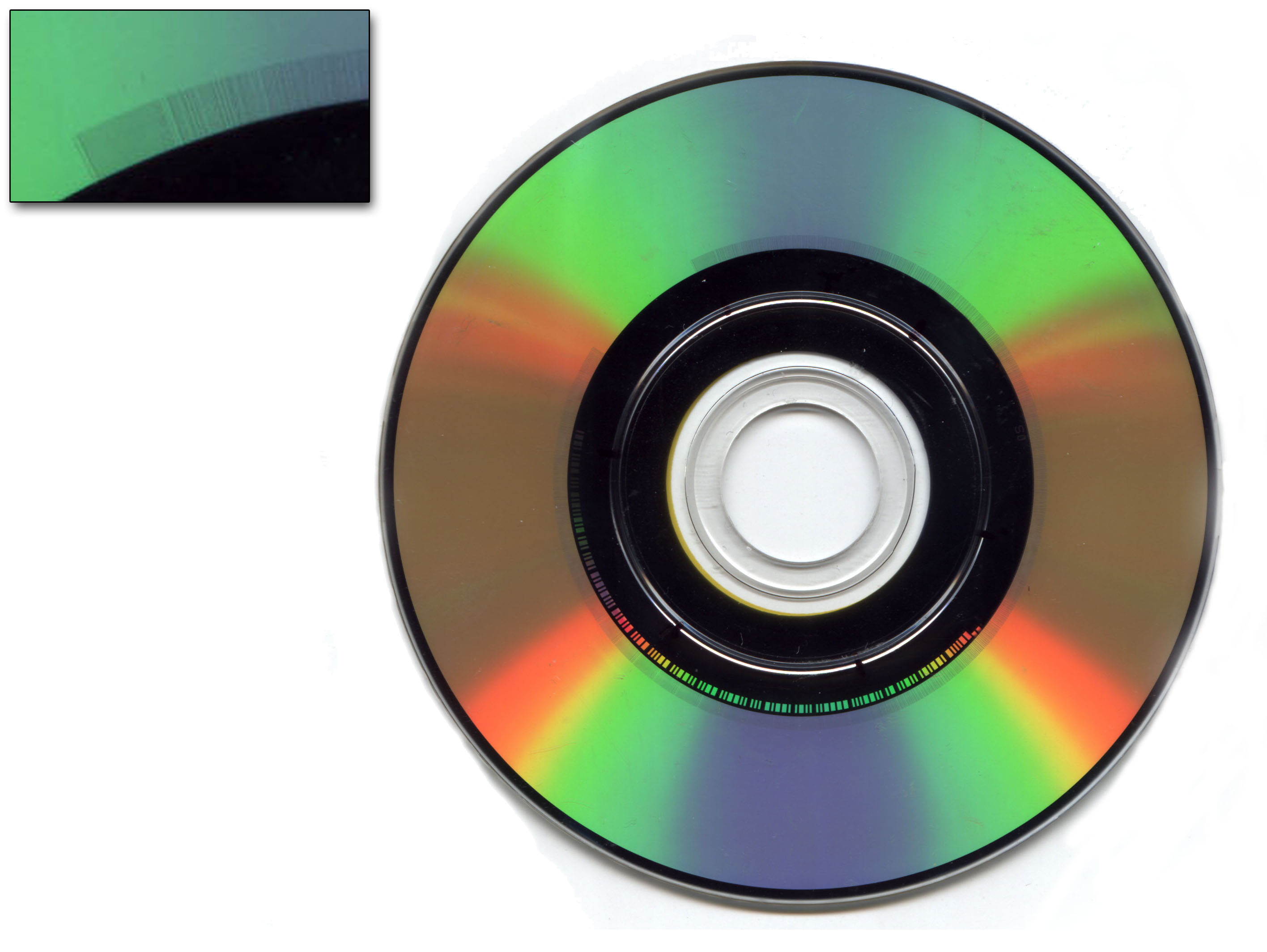
80mm DVD 디스크의 버스트 커팅 에어리어

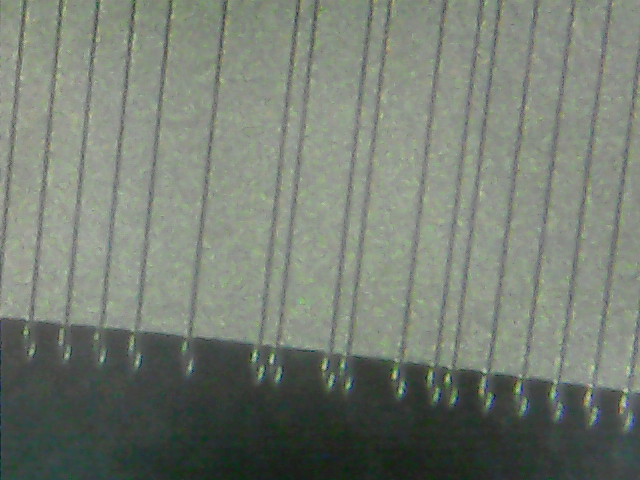
디스크 BCA의 재동기화 바이트 및 근처의 제로 바이트 일부

버스트 커팅 에어리어(burst cutting area, BCA) 또는 내로우 버스트 커팅 에어리어(narrow burst cutting area, NBCA)는 컴퓨팅에서 DVD, HD DVD 또는 블루레이 디스크의 중심 근처에 있는 원형 영역으로, ID 코드, 제조 정보, 일련 번호와 같은 추가 정보를 위해 바코드를 쓸 수 있다. BCA는 마스터링 중에 기록될 수 있으며 해당 마스터의 모든 디스크에 공통적이다. 또는 더 일반적으로 네오디뮴 야그 레이저를 사용하여 완성된 디스크의 알루미늄 반사층에 바코드를 "자르는" 방식으로 기록되어 각 제조된 디스크에 고유한 바코드를 추가할 수 있다.
BCA 마크가 있는 경우 반경 22.3±0.4 mm와 23.5±0.5 mm 사이에서 육안으로 볼 수 있다. 이는 모든 사전 녹음된 디스크에 있는 국제 음반 산업 협회 바코드와 혼동해서는 안 된다.
BCA에 저장된 데이터는 12바이트에서 188바이트까지 16바이트 단위로 저장될 수 있다. BCA는 일반 데이터를 읽는 데 사용되는 동일한 레이저를 사용하여 읽을 수 있지만 디코딩하기 위해서는 특수 회로가 필요하다. DVD 플레이어가 BCA 읽기를 지원하는 것은 의무 사항이 아니지만, Mt. Fuji 사양(산업 표준 광학 드라이브 명령 세트)에 따르면 DVD-ROM 광학 디스크 드라이브는 지원해야 한다. 버스트 커팅 에어리어는 특수 장비를 사용하지 않고는 기록할 수 없으므로 개별 디스크를 식별하는 변조 방지 수단으로 사용될 수 있다.
DIVX 포맷은 모든 디스크를 고유하게 식별하기 위해 BCA를 사용했다. CPRM에 대한 정보는 DVD-RAM 또는 DVD-R/RW 디스크의 BCA에 저장된다. 닌텐도 옵티컬 디스크는 복제된 디스크 및 홈브루 게임의 사용을 방지하기 위해 BCA 마크를 사용한다. 블루레이 디스크에서는 사전 녹음된 미디어 일련 번호(PMSN)가 BCA에 저장될 수 있다.

## 같이 보기
- ROM 마크
- 데이터 위치 측정

## 참고 자료
- Ecma 인터내셔널. Standard ECMA-267: 120 mm DVD - Read-Only Disk.
- DVD 포럼. DVD Specification: Part 1, Annex K.
- 블루레이 협회. BD ROM - Physical Format Specifications (March 2007) 보관됨 2011-09-28 - 웨이백 머신.
- OSTA. "Understanding DVD: Disc Construction and Manufacturing".
- OSTA. "Understanding DVD: Copying Deterrents and Content Protection".
- DVD FAQ. "What is BCA or NBCA?".
- DVD Demystified Glossary. "BCA".
- DVD Burning Glossary. "BCA - Burst Cutting Area".